# Pablo O'Higgins
Pablo O'Higgins, pseudonimo di Paul Higgins Stevenson (Salt Lake City, 1º marzo 1904 – Città del Messico, 16 luglio 1983), è stato un pittore statunitense naturalizzato messicano.

## Biografia

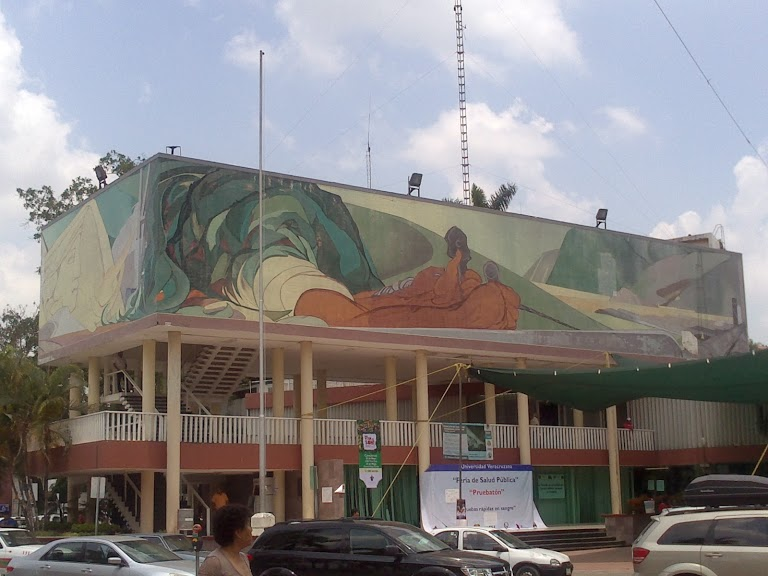
Murale a Veracruz

Pablo O'Higgins nacque a Salt Lake City, il 1º marzo 1904 in una famiglia conservatrice repubblicana di origini irlandesi.
Studiò alla East High School nella sua città natalee dopo il diploma frequentò una scuola artistica a El Cajon, nella contea di San Diego.
O'Higgins, all'età di vent'anni, si trasferì a Città del Messico in un momento particolarmente difficile per il Messico, successivo di otto anni alla fine della rivoluzione, ma caratterizzato da scontri e violenze.
O'Higgins andò ad osservare il cosiddetto "Rinascimento messicano" murale di Diego Rivera, José Clemente Orozco e David Alfaro Siqueiros, e presto diventò un assistente di Diego Rivera.O'Higgins collaborò con Rivera su tre dei suoi murali più importanti e strinse con lui una profonda amicizia.Rivera disse che se avesse mai avuto un figlio, avrebbe voluto che fosse come O'Higgins.
Come artista muralista e grafico diffusore degli ideali rivoluzionari alle masse, dai diritti dei lavoratori all'educazione laica gratuita per tutti e al ritorno delle terre ai contadini,O'Higgins risultò attratto dalla politica instabile del Messico.
Preferì nascondersi quando il Partito Comunista fu reso illegale in Messico e dopo un tentativo di omicidio su Lev Trockij. Seguì in Russia una delle donne più affascinanti e controverse degli anni 
venti, la fotografa e comunista radicale Tina Modotti, e nel 1933 studiò all'Accademia di arte di Mosca.
O'Higgins finì sulla lista nera del procuratore generale degli Stati Uniti e su una lista di deportazione del governo messicano negli anni cinquanta. Tutta la sua vita venne influenzata da un suo segreto: il coinvolgimento di suo padre come assistente procuratore generale nell'esecuzione, del 1915 nello Utah, del martire del lavoro Joe Hill.
Oltre ad essere un muralista molto apprezzato in Messico, dove dipinse più di una dozzina di murali, O'Higgins è ben noto per aver cofondato nel 1937, assieme a Leopoldo Méndez, il famoso laboratorio di arti grafiche, il Taller de Gráfica Popular di Città del Messico, con lo scopo di realizzare opere artistiche denuncianti il fascismo.
O'Higgins visse molti decenni in Messico, ma conservò la sua cittadinanza statunitense fino al 1961, permettendogli di lavorare sia negli Stati Uniti che in Messico.
Sviluppò forti legami con gli operai della 
Costa Occidentale negli anni quaranta: dipinse murali per la Ship Scalers Union a Seattle nel 1945 e per l'International Longshoremen's and Warehousemen's Union (ILWU) a Honolulu nel 1952. O'Higgins insegnò alla California Labour School di San Francisco nel 1945 e nel 1949, trascorse molto tempo a Los Angeles, e insieme a Jules Heller e Arnold Mesches, aiutò a fondare il Los Angeles Graphic Arts Workshop nel 1947.
Quando O'Higgins morì nel 1983, il governo messicano lo onorò con un funerale di stato nel suo famoso Palacio de Bellas Artes.
O'Higgins fu l'unico artista messicano non nativo il cui lavoro venne incluso nella mostra Twenty Centuries of Mexican Art, a New York (1940).
Le sue opere illustrarono i vari aspetti e i personaggi contemporanei e furono intrise di spirito nazionalistico e popolare, di quel realismo tipico della produzione messicana postrivoluzionaria; le tecniche che preferì furono l'affresco e l'incisione, ritenute le più adatte ad una funzione didattica e di propaganda dei contenuti sociali.
O'Higgins è un esempio per gli artisti interessati ad un'arte socialmente consapevole e incentrata sulla comunità. Il suo ritratto è incluso in un murale a Chicano Park, nella contea di San Diego, la più grande collezione di murales  negli Stati Uniti: appare accanto a Diego Rivera, Frida Kahlo, Pablo Picasso, Emiliano Zapata, Che Guevara e alla Nostra Signora di Guadalupe. O'Higgins è ammirato non solo per la sua arte ma anche per il suo amore per il Messico e per la sua determinazione nel gettare un ponte tra i due paesi e le loro culture attraverso l'arte.